# Colombe de Pâques
La colombe de Pâques (italien : colomba di Pasqua) est un gâteau d’origine italienne, moulé en forme de colombe et traditionnellement servi à Pâques.
À l’instar du panettone, la pâte de la colombe de Pâques est composée de farine, d’œufs, de sucre, de levure et de beurre, à laquelle peuvent être ajoutés des fruits confits. Le gâteau est parsemé d’amandes et de sucre perlé avant d’être enfourné. Certains fabricants produisent d'autres variantes, notamment un pain populaire garni de chocolat.
La colombe a été commercialisée par le boulanger et homme d'affaires milanais Angelo Motta (it) comme une version de Pâques du panettone de spécialité de Noël que les aliments Motta (confiserie) (it) produisaient.